# Courtney Johnson
Courtney Johnson, född 7 maj 1974 i Salt Lake City, är en amerikansk vattenpolospelare. Hon deltog i den olympiska vattenpoloturneringen i Sydney där USA:s damlandslag i vattenpolo tog silver. Johnson spelade sju matcher i turneringen och gjorde två mål. Mormonen Johnson avslutade sin aktiva spelarkarriär år 2002 för att arbeta som advokat i Kalifornien. Hon studerade statskunskap i Berkeley och juridik vid Santa Clara University.